# 復興局 (内務省)
復興局（ふっこうきょく）は、関東大震災の復興事業を推進した内務省の外局である。帝都復興院廃止後にその事業を継承した。

## 概要
1923年（大正12年）9月1日に起こった関東大震災後、9月27日に政府機関である帝都復興院が設置された。1924年（大正13年）2月25日に帝都復興院は廃止され、その後継組織として内務省の外局である復興局が設置された。
担当事業は、東京と横浜における都市計画と都市計画事業の執行、市街地建築物法の施行、都市計画上の建築改善に関する事務であった。
復興局は1930年（昭和5年）4月1日に廃止され、その後継として同日付で復興事務局が設置された。その局長は内務次官が兼務した。復興事務局は1932年（昭和7年）4月1日に廃止された。

## 組織
復興局
- 長官
- 技監
  - 長官官房
  - 整地部
  - 土木部
  - 建築部
  - 経理部

## 歴代長官・局長
復興局長官
- 直木倫太郎:1924年2月25日 - 1925年9月16日
- 清野長太郎:1925年9月16日 - 1926年9月15日
- （取扱）川崎卓吉:1926年9月15日 - 1926年9月28日
- 堀切善次郎:1926年9月28日 - 1929年5月3日
- （取扱）潮恵之輔:1929年5月3日 - 1929年7月6日
- 中川望:1929年7月6日 - 1930年3月31日

復興事務局長
※内務次官兼任
- 潮恵之輔:1930年4月1日 - 1931年8月8日
- 次田大三郎:1931年8月8日 - 1931年12月13日
- 河原田稼吉:1931年12月13日 - 1932年4月1日